# Gisèle Leclerc
Gisèle Leclerc, née le 21 novembre 1931  et décédée le  24 juin 2013 (Québec) est une peintre expressionniste québécoise.

## Biographie
De 1951 à 1954 elle étudie à l'École des beaux-arts de Québec avec Jean Paul Lemieux et Jean Dallaire. Mariée de 1953 à 1970 au peintre Robert Leprohon, elle signe la plupart de ses œuvres Gisèle Leclerc-Leprohon jusqu'en 1980.
À partir de 1970 elle présente plus d'une vingtaine d'expositions à Québec, Montréal et Sherbrooke. Plus de 900 œuvres sont répertoriées chez des collectionneurs privés, dans la Collection prêt d'œuvres d'art du Musée national des beaux-arts du Québec, la Collection de l'Université de Sherbrooke à la Faculté de Droit, la collection de l'Université Laval, la Collection Loto-Québec, au Musée du Séminaire de Québec, à la Galerie Linda Verge et à la Galerie 67 de Québec.
Le Musée des beaux-arts de Sherbrooke a présenté en 2006 une rétrospective de son œuvre.

## Œuvre
Profondément marquée dès l'École des beaux-arts par l'expressionnisme, en particulier Edvard Munch, Ernst Ludwig Kirchner et Emil Nolde, Gisèle Leclerc a retenu l'attention de nombreux collectionneurs et critiques par ses huiles, gouaches, monotypes et dessins exprimant « la condition humaine ou la difficulté d'être,,
 ».
Parfois associée à Francis Bacon dans son intransigeance à peindre la dimension tragique de l'auto-portrait, son intérêt pour l'art premier et son originalité se perçoivent dans les grands thèmes qui marqueront son œuvre, du personnage aux maternités et crucifixions.
À partir des années 1980 son travail évolue vers des « formes architecturales s'imbriquant les unes dans les autres en profondeur à l'intérieur de la toile, (...) des images à la limite de l'abstraction et de la figuration ». Bien que le personnage demeure omniprésent dans l'œuvre de Gisèle Leclerc, le paysage et la ville marqueront une grande partie de ses dernières compositions.
Selon les propos de l'historien Guy Robert et de l'auteur Robert Bernier' « (...) sa peinture sait parfaitement que la lumière se tapit dans ses propres crevasses, qu'à chaque tableau tout recommence, qu'au bout du plus glacial tunnel il y a la flamme, et d'autre tunnels, et d'autre feux (...) ». « Pour elle la beauté et l'intensité sont des synonymes du vrai... et le vrai de vérité. (...) L'art hante chaque seconde de son existence, à chaque instant l'art lui rappelle son obsession de la vie ».
Reconnue par la critique comme « l'un des peintres québécois les plus originaux, authentiques et exigeants de sa génération » et recherchée par les collectionneurs, Gisèle Leclerc demeure peu connue du grand public.

### Presse
1. Jean Royer , Gisèle-Leclerc-Leprohon, Le Soleil (Québec), avril 1975
2. Henry Lehmann[15], Quebec artist’s painting project power, energy, The Montreal Star, 17 novembre 1976
3. Michèle Tremblay-Gillion[16], Gisèle Leclerc Leprohon", chronique "Expositions”, Vie des Arts[17], vol. XXI no 86, printemps 1977
4. René Viau[18], Leclerc-Leprohon, chronique "Les expositions” , Le Devoir, novembre 1978
5. Lucie Bernard, L’Expressionnisme de Gisèle Leclerc-du blues à l’euphorie, Le Soleil, 14 février 1981
6. Simone Suchet, 10 femmes peintres, Revue Châtelaine, novembre 1980
7. Daniel Grenier, Une artiste méconnue, Le Devoir, 19 décembre 1981
8. Monique Brunet-Weinmann, La Camarde et la Terre-mère, (L’expressionnisme, intuition allemande), Vie des Arts, vol. XXVII no 108, 1982
9. Guy Robert, La Galerie des jeunes peintres, Le Collectionneur, vol. IV no 16, 1983
10. Marie Delagrave[19], Gisèle Leclerc : luminosité et densité, Le Soleil, 9 février 1985
11. Guy Robert, Gisèle Leclerc ; peindre sa passion, Le Collectionneur[20], automne 1990
12. Robert Bernier[21], Gisèle Leclerc. L'art est une obsession de la vie, Guide Parcours, no 3, janvier-mai 1992
13. Michel Blois, Sans droit ni loi, Le Soleil (Québec), 2005
14. Robert Bernier [21], La force du doute, Revue Parcours[22], 2006, vol. 12 no1
15. Robert Bernier[23], La seule certitude c’est qu’il n’y en n’a pas, Revue Parcours, 2008, no 64
16. Louis Pelletier, conservateur de la Collection Loto-Québec[24], Tracés, la Collection Loto-Québec : Sur la piste de nouveaux talents, Vie des Arts, no 221, 2010-2011

### Communiqués et documentation
1. Jean-Claude Leblond, "L'heure de pointe", Radio-Canada, Montréal, Gisèle Leclerc-Leprohon, 15 novembre 1976
2. Ministère des Affaires culturelles, Québec, Le peintre Gisèle Leclerc à la Galerie de l'Anse-aux-Barques, 11 décembre 1978
3. Musée du Québec, Québec, Centre de documentation
4. Galerie Power House, Montréal, Centre de documentation sur les artistes québécois

### Ouvrages de référence
1. La Peinture au Québec depuis ses origines[25], Guy Robert, Éditions Iconia, 1978
2. Le Nu dans l’art au Québec[26], Jacques de Roussan, Éditions Marcel Broquet, 1982
3. L’Art actuel au Québec depuis 1970[27], Guy Robert, Éditions Iconia, 1983
4. Le Guide Vallée[28], Félix Vallée et Nicole Blouin, Publications Charles Huot, 1984
5. Cent peintres du Québec[29], Tome II, Jean Trépanier, Éditions Jean Trépanier, 1984
6. La Peinture au Québec depuis les années 1960[30], Robert Bernier, Éditions de l’Homme, 2002
7. Présence de l'art contemporain à la Faculté de Droit, Université de Sherbrooke, Suzanne Pressé ; Galerie d'art du Centre culturel, 2010

## Expositions

### Expositions individuelles
- 1975: Galerie Charles-Huot, Québec
- 1976: Galerie Saint-Denis, Montréal
- 1978: Galerie Saint-Denis, Montréal
- 1978: Galerie L'Anse-aux-Barques, Québec
- 1979: Place des Arts, Montréal
- 1979: Galerie Images-Faset, Ottawa
- 1981: Galerie Lacerte et Guimont, Voûtes du Petit Séminaire de Québec
- 1981: Galerie Saint-Denis, Montréal
- 1984: Galerie Gilles Corbeil, Montréal
- 1985: Galerie Lacerte et Guimont, Québec
- 1989: Galerie Lacerte, Québec
- 1992: Faculté de Médecine de l'Université de Sherbrooke
- 2005: Galerie Linda Verge, Québec
- 2006: Rétrospective Musée des beaux-arts de Sherbrooke

### Expositions de groupe
- 1973: Galerie au Parrain des artistes, Québec
- 1976: Galerie Saint-Denis, Montréal
- 1979: Centre Saidye Bronfman, Montréal
- 1980: Galerie de la Collection Shell du Canada, Calgary
- 1982: Galerie Lacerte et Guimont, Québec
- 1982: Moulin Seigneurial, Pointe-du-Lac
- 1984: Galerie Lacerte et Guimont, Québec
- 2000: Domaine Cataraqui, Québec
- 2006: Galerie Linda Verge, Québec
- 2009: Galerie Linda Verge, Québec